# Melanagromyza aurea
Melanagromyza aurea är en tvåvingeart som beskrevs av Spencer 1959. Melanagromyza aurea ingår i släktet Melanagromyza och familjen minerarflugor. Inga underarter finns listade i Catalogue of Life.